# Wilhelm Karl Kurt Albers
Wilhelm Karl Kurt Albers (* 15. Februar 1918 in Haffkrug; † 6. Dezember 2000 in Kiel) (Pseudonym: Willi Albers) war ein deutscher Wirtschaftswissenschaftler und Hochschullehrer.

## Leben
Albers legte 1937 die Reifeprüfung in Lübeck ab. Von 1937 bis 1945 folgten Reichsarbeitsdienst, Wehrdienst, Kriegsdienst im Zweiten Weltkrieg und Kriegsgefangenschaft. Bis zu seinem Staatsexamen 1949 studierte er Volkswirtschaftslehre sowie Geographie und Romanistik an der Christian-Albrechts-Universität zu Kiel. Dort promovierte er 1951. Im Jahre 1950 und von 1956 bis 1958 war er wissenschaftlicher Assistent an der Rechts- und Staatswissenschaftlichen Fakultät der Universität, von 1951 bis 1956 arbeitete er als Praktikant am Institut für Weltwirtschaft in Kiel. Von 1958 bis 1960 lehrte er als Privatdozent für Volkswirtschaftslehre in Kiel, 1959/60 hatte er eine Vertretungsprofessor an der Universität Hamburg inne, 1960/61 lehrte er als außerordentlicher Professor an der Universität Mannheim. Von 1961 bis 1983 hatte Albers schließlich eine ordentliche Professor an der Universität Kiel inne, zunächst für Agrarpolitik und Marktlehre an der Landwirtschaftlichen Fakultät (1961–1965), seit 1971 dann für Volkswirtschaftslehre, Finanzwissenschaft, Sozial- und Agrarpolitik an der Rechts- und Staatswissenschaftlichen Fakultät. Unterbrochen wurde seine Lehrtätigkeit in Kiel durch eine Berufung als Professor für Volkswirtschaftslehre an der Universität Heidelberg (1965–1971).
Im Jahre 1997 zeichnete ihn die Universität Rostock mit der Ehrendoktorwürde aus.

## Schriften (Auswahl)
- Preis- und Steuerpolitik als Mittel zur Produktionslenkung und Produktionssteigerung landwirtschaftlicher Betriebe. Dissertation Universität Kiel 1951.
- Die Einkommensbesteuerung in Frankreich seit dem Ersten Weltkrieg. Eine Analyse ihrer wirtschaftlichen, sozialen und administrativen Probleme (= Kieler Studien, Band 42). Kiel 1957 (Habilitationsschrift Universität Kiel).
- Die Besteuerung der Unternehmungsformen unter besonderer Berücksichtigung der Genossenschaften (= Schriftenreihe des Instituts für Handelsfragen Bad Godesberg, Band 12). Buchbender & Kroth, Bonn 1959.
- mit Herbert Weise: Wettbewerbsverschiebungen durch die unterschiedliche Steuerbelastung von Produktionsmitteln in der europäischen Integration (= Kieler Studien, Band 55). Institut für Weltwirtschaft, Kiel 1960.
- Marktlage, Preis und Preispolitik für Düngemitteln in den EWG-Ländern und ihre Bedeutung für die Produktionskosten der Landwirtschaft. EWG-Kommission, Kiel 1963.
- mit Sönke Traulsen und Enno Willms: Das Dilemma des EWG-Milchmarktes. Vorschläge für eine Preis- und Strukturpolitik auf kurze und lange Sicht (= Agrarpolitik und Marktwesen, Band 11). Parey, Hamburg 1970, ISBN 3-490-00915-0.
- Möglichkeiten einer stärker final orientierten Sozialpolitik (= Schriften der Kommission für Wirtschaftlichen und Sozialen Wandel, Band 119). Schwartz, Göttingen 1976, ISBN 3-509-00936-3.
- (Hrsg., zus. mit Fritz Neumark): Öffentliche Finanzwirtschaft und Finanzwissenschaft (= Handbuch der Finanzwissenschaft, Band 3). 3. Aufl. Mohr Siebeck, Tübingen 1977, ISBN 3-16-337562-6.
- (Mithrsg.): Handwörterbuch der Wirtschaftswissenschaft. Neun Bände. Fischer, Stuttgart 1977–1983.
- (Mitarb.): Strukturfragen im Gesundheitswesen in der Bundesrepublik Deutschland. Wissenschaftliches Institut der Ortskrankenkassen, Bonn 1983.
- Soziale Sicherung. Konstruktionen für die Zukunft. Verlag Bonn Aktuell, Stuttgart 1982, ISBN 3-87959-174-1.
- Auf die Familie kommt es an. Familienpolitik als zentrale Aufgabe. Verlag Bonn Aktuell, Stuttgart 1986, ISBN 3-87959-285-3.